# Xoa bóp tuyến tiền liệt

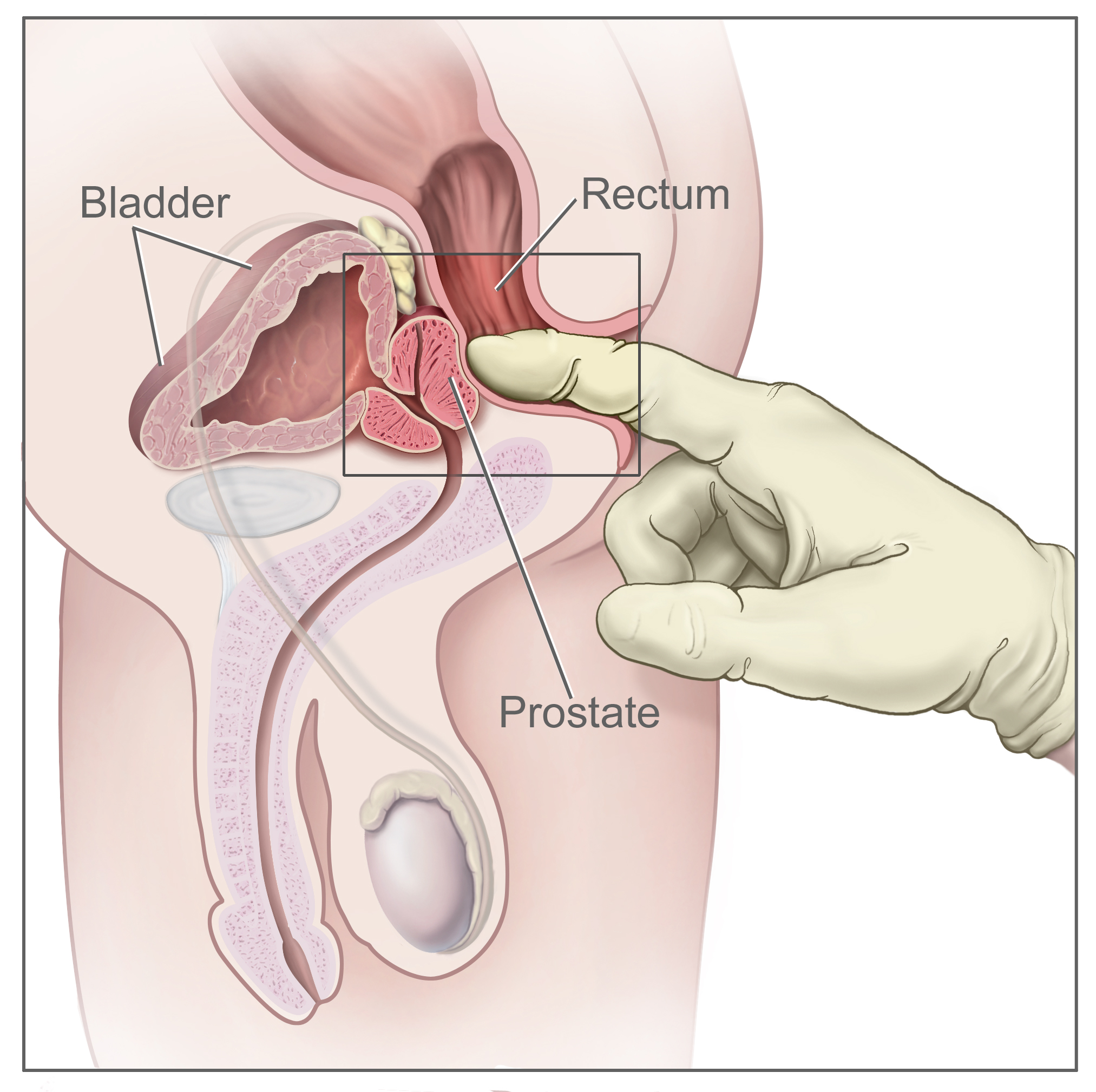
Kích thích tuyến tiền liệt qua trực tràng

Xoa bóp tuyến tiền liệt là việc xoa bóp hoặc kích thích tuyến tiền liệt của nam giới nhằm mục đích chữa bệnh hoặc kích thích tình dục.
Tuyến tiền liệt tham gia vào chu kỳ phản ứng tình dục và rất cần thiết cho việc sản xuất tinh dịch. Do gần với thành trước trực tràng, nó có thể được kích thích từ thành trước của trực tràng hoặc từ bên ngoài qua tầng sinh môn.